# Apiocamarops
Apiocamarops — рід грибів родини Boliniaceae. Назва вперше опублікована 1987 року.

## Класифікація
До роду Apiocamarops відносять 4 види:
- Apiocamarops alba
- Apiocamarops cryptocellula
- Apiocamarops luquilloensis
- Apiocamarops pulvinata